# ジェームズ・フランシス・エドワード・ステュアート
ジェームズ・フランシス・エドワード・ステュアート（James Francis Edward Stuart（あるいはStewart）、1688年6月10日 - 1766年1月1日）は、“老僭王”（あるいは、“大僭称者”、The Old Pretender）と呼ばれるイングランド・スコットランドの王位請求者（自称在位：1701年9月16日 - 1766年1月1日）。支持者であるジャコバイトによって、イングランド王ジェームズ3世及びスコットランド王ジェームズ8世と呼ばれる。

## 生涯
1688年6月10日にセント・ジェームズ宮殿で、イングランド王ジェームズ2世（スコットランド王ジェームズ7世）と2番目の王妃メアリー・オブ・モデナの間に生まれた（ジェームズ2世の次男）。異母姉にメアリー2世、アン、異母兄にジェームズ・フィッツジェームズ、同母妹にルイーザ・マリア・テレーザがいる。
カトリックのジェームズ2世は専制的な親カトリック政治を行なって議会との対立を深めていたが、既に最初の王妃アン・ハイドとの間にプロテスタントの王女メアリー（後のメアリー2世）が生まれていたため、カトリックの王は1代限りと考えられていた。しかしカトリックの王妃メアリーとの間にジェームズが生まれるにおよび、王位をメアリーと夫でジェームズ2世の甥に当たるオラニエ公ウィレム3世（後のウィリアム3世）に継承させようという活動が活発になっていった。
ジェームズは1688年6月に生まれたが、その直後から王妃は死産でジェームズは王子ではない（替え玉である）という噂が流れた。これを支持する歴史的な証拠は存在しないが、誕生から5ヶ月で名誉革命が勃発、オランダ軍のイングランド上陸から数週間でジェームズは母に連れられてフランスへ避難し、父もウィレム3世によって廃位されてフランスへ亡命した。
ジェームズはフランスで育てられ、ルイ14世によってイングランドとスコットランドの正統な王位継承者と認められた。1701年に亡命中の父が死去したためジェームズは“王位”を継承し、ジェームズ3世/8世としてジャコバイトたちの中心人物となった。ジェームズ3世は1708年3月23日にフランスの支援を得て侵攻計画に取り掛かり、スコットランド支持者の求めに応じフォース湾に上陸した。もし彼がカトリックからプロテスタントに改宗すれば、異母姉アンの死後に王位を継承することができた。しかし彼は改宗を拒否し、イングランド艦隊が現れたためすぐにフランスへ引き上げ、計画は失敗に終わった。1714年に姉が亡くなった後はプロテスタントで又従兄弟のハノーファー選帝侯ゲオルク・ルートヴィヒがジョージ1世として即位した。
1719年にポーランド王ヤン3世ソビエスキの孫娘でヤクプ・ルドヴィク・ソビェスキの娘メアリー・クレメンティナ・ソビエスカと結婚し、チャールズ・エドワード・ステュアート（“ボニー・プリンス・チャーリー”あるいは“若僭王”）とヘンリー・ベネディクト・ステュアートの2人の息子をもうけた。
1714年には、フランス軍がスペイン継承戦争でイングランドとその同盟国に敗れ、ルイ14世は講和を余儀なくされた。彼はジェームズをフランスから追放することを求めたユトレヒト条約に署名、ジャコバイトはフランスの支援を断たれた。翌1715年、ジェームズは復位を目指してスコットランドで反乱を扇動したが、病気のため軍を指揮することができず、スコットランド到着も遅すぎたため結局失敗に終わった。30年後の1745年にも息子のチャールズが中心となって大規模な反乱を起こしたが、これが失敗したことで、ステュアート朝によるイギリス王位奪還（復辟）の夢は完全に潰えることとなった。
ジェームズは1766年1月1日にローマで死去し、バチカンのサン・ピエトロ大聖堂に葬られた。